# 툼레이더 (1996년 비디오 게임)
《툼레이더》(Tomb Raider)는 코어 디자인이 개발하고 아이도스 인터랙티브가 출시한 액션 어드벤처 비디오 게임이다. 원래 1996년에 세가 새턴, 플레이스테이션, MS-DOS용으로 출시되었다. 2003년에 《툼레이더》는 N-게이지 장치용으로 모바일 게이밍 시장에도 출시되었다. 이 게임은 2009년 8월 북아메리카에서, 2010년 8월에는 유럽에서 플레이스테이션 네트워크를 위해 출시되었다.

## 평가
| 평론 점수 평론사 점수 PC PS 새턴 1UP.com A [ 2 ] CVG [ 3 ] 에지 9/10 [ 4 ] 9/10 [ 4 ] 패미츠 24/40 [ 5 ] 게임 레볼루션 A [ 6 ] A [ 7 ] A- [ 7 ] 게임즈마스터 95% [ 8 ] 게임스팟 8.5/10 [ 9 ] 8.5/10 [ 10 ] 7.9/10 [ 11 ] 게임존 7/10 [ 12 ] IGN 9.3/10 [ 13 ] OPM (UK) 10/10 [ 14 ] 통합 점수 게임랭킹스 91.67% [ 15 ] 90.02% [ 16 ] 86.80% [ 17 ] 메타크리틱 91/100 [ 18 ] |        |        |        |
| 평론 점수 |        |        |        |
| 평론사 | 점수   | 점수   | 점수   |
| 평론사 | PC     | PS     | 새턴   |
| 1UP.com |        | A      |        |
| CVG |        |        | [ 3 ]  |
| 에지 | 9/10   | 9/10   |        |
| 패미츠 |        | 24/40  |        |
| 게임 레볼루션 | A      | A      | A-     |
| 게임즈마스터 |        |        | 95%    |
| 게임스팟 | 8.5/10 | 8.5/10 | 7.9/10 |
| 게임존 | 7/10   |        |        |
| IGN |        | 9.3/10 |        |
| OPM (UK) |        | 10/10  |        |
| 통합 점수 |        |        |        |
| 게임랭킹스 | 91.67% | 90.02% | 86.80% |
| 메타크리틱 |        | 91/100 |        |